# Minamimaki
Minamimaki (南牧村 Minamimaki-mura?) es una villa en la prefectura de Nagano, Japón, localizada en la parte central de la isla de Honshū, en la región de Chūbu. El 1 de marzo de 2021 tenía una población estimada de 3066 habitantes y una densidad de población de 23 personas por km².

## Geografía
Minamimaki se encuentra en la parte montañosa del este de la prefectura de Nagano, a una altitud promedio de entre 1000 y 1500 metros, bordeada por la prefectura de Yamanashi al sur. El grupo volcánico Yatsugatake sur se encuentra en parte dentro de la villa.

## Historia
El área de la actual Minamimaki era parte de la antigua provincia de Shinano. La villa moderna de Minamimaki fue creada con el establecimiento del sistema de municipios el 1 de abril de 1889.

## Demografía
Según los datos del censo japonés, la población de Minamimaki se ha mantenido relativamente estable en los últimos 50 años.
| Gráfica de evolución demográfica de Minamimaki entre 1940 y 2015 |
|                                                                  |
| Oficina de Estadísticas de Japón                                 |